# Anne-Lise Tangstad

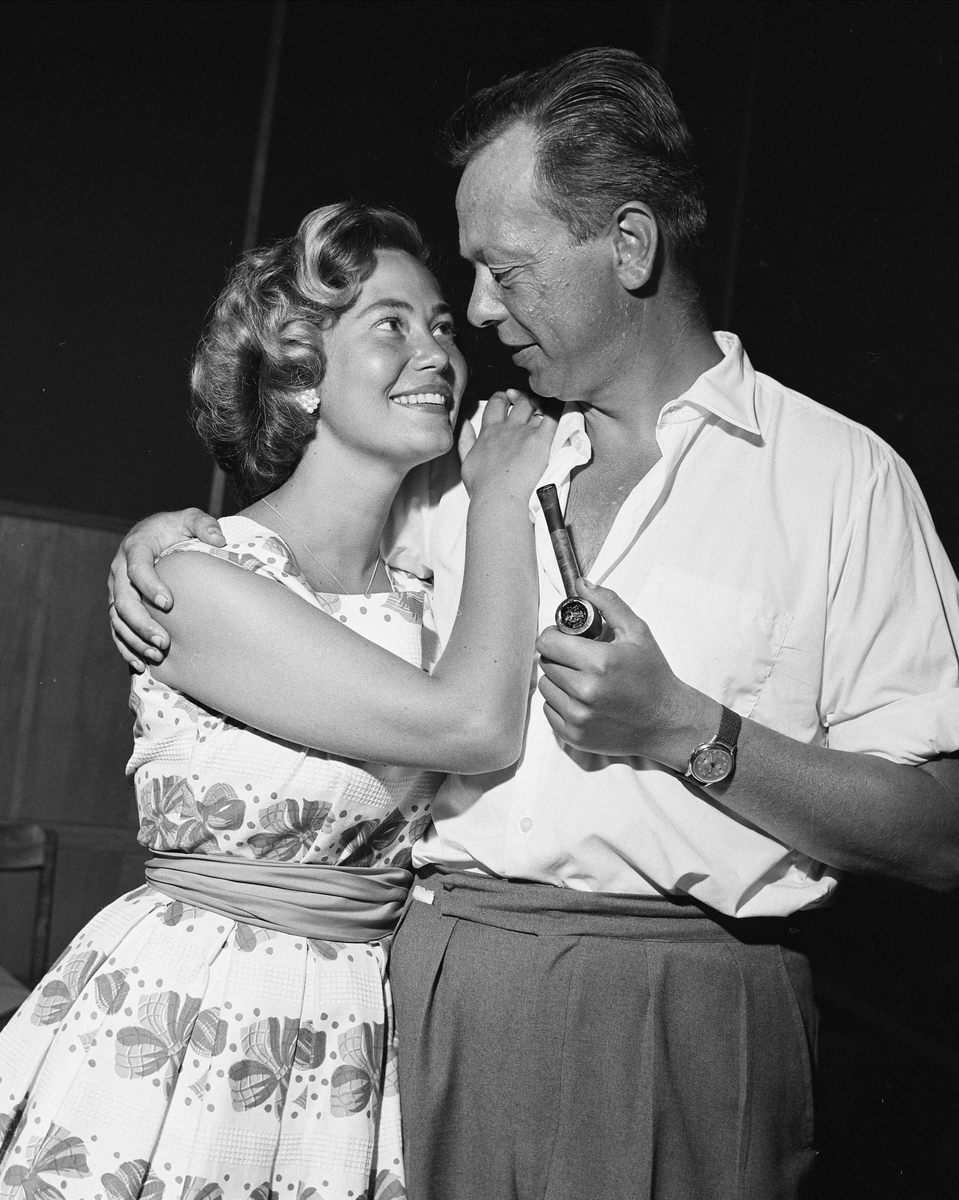
Anne-Lise Tangstad mit ihrem Mann Frimann Falck Clausen, 1959.

Anne-Lise Tangstad (* 6. Februar 1935 in Oslo; † 13. Dezember 1981 ebenda) war eine norwegische Schauspielerin und Synchronsprecherin.

## Leben
Tangstad debütierte 1954 in dem Stück South Pacific im Centralteatret und war später von 1957 bis 1958 an diesem Theater tätig. Anschließend war sie von 1958 bis 1959 am Folketeatret und von 1959 bis 1979 am Oslo Nye Teater beschäftigt. In weiterer Folge trat sie dann freiberuflich bei verschiedenen norwegischen Theaterhäusern auf. Ihre bekanntesten Theaterauftritte hatte sie als Sofja Jegorowna in Tschechows Platonow, als Hazel in Eugene O’Neills Mourning becomes Electra, als Helen in Shakespeares Was ihr wollt und als Frau Krana in Kranes konditori sowie als Guriana in Oskar Braatens Ungen.
Des Weiteren wirkte sie zahlreichen norwegischen Filmen und Fernsehserien mit. Ihr Filmdebüt hatte sie 1952 in Det kunne vært deg in einer Nebenrolle und ihre erste Hauptrolle 1958 In so einer Nacht als Liv Kraft.
Weitere bekannteste Auftritte hatte sie 1969 in dem Spielfilm Brent jord als Alma und 1979 in Skulle det dukke opp flere lik er det bare å ringe sowie 1976 in Den sommeren jeg fylte 15. Eine größere Bekanntheit erlangte sie in ihrer Heimat durch ihre Auftritte in fünf Filmen der norwegischen Olsenbande. Im norwegischen Fernsehen war sie in mehreren Formaten und Serien zu sehen, so unter anderem in Nitimemordet, Benoni & Rosa und in einer Episode von Fleksnes. Tangstad gab auch als Synchronsprecherin mehreren Kinder- und Trickfilmen ihre norwegische Stimme.
Tangstad war mit dem Schauspieler Frimann Falck Clausen (1921–1983) verheiratet.

## Filmografie
- 1952: Det kunne vært deg
- 1957: Smuglere i smoking (Eva)
- 1958: In so einer Nacht (I slik en natt)
- 1959: Der Herr und seine Diener (Herren og hans tjenere)
- 1964: Husmorfilmen høsten 1964
- 1966: Reisen til havet
- 1966: Før frostnettene
- 1968: Smuglere
- 1969: Brent jord (Alma, Heikkis kone)
- 1970: Skulle det dukke opp flere lik er det bare å ringe
- 1972: Olsenbanden tar gull
- 1972: Lukket avdeling
- 1973: Olsenbanden og Dynamitt-Harry går amok
- 1974: Olsenbanden møter kongen & knekten
- 1974: Bobbys Krieg (Bobbys krig)
- 1976: Den sommeren jeg fylte 15
- 1977: Karjolsteinen
- 1977: Olsenbanden og Dynamitt-Harry på sporet
- 1981: Olsenbanden gir seg aldri!
- 1981: Kleine Ida (Liten Ida)
- 1982: For Tors skyld

## Fernsehauftritte
- 1972: Fleksnes – Visittid
- 1973: Benoni & Rosa (Miniserie)
- 1975: Nitimemordet (Helmer & Sigurdson) (Miniserie)
- 1976: Fleksnes – Trafikk og panikk
- 1988: Fleksnes – En siste sjanse